# Traktat narewski
Traktat narewski – sojusz zaczepno-odporny zawarty 30 sierpnia 1704 roku pod Narwą pomiędzy królem Augustem II Mocnym i Rzecząpospolitą a Piotrem I. Upoważnienia do rokowań o sojuszu udzielił sejm 1703. W imieniu Augusta II traktat podpisał wojewoda chełmiński Tomasz Działyński. Ratyfikacji (z zastrzeżeniami późniejszego zatwierdzenia przez najbliższy Sejm, co nie nastąpiło) dokonała Walna Rada Warszawska 1710 roku (Volumina Legum t. 6 s. 73 i 82 - 84).

## Postanowienia
Rzeczpospolita formalnie wchodziła do III wojny północnej w sojuszu z Carstwem Rosyjskim. Sojusz obowiązywał tylko przeciwko Szwecji i miał trwać aż do zakończenia wojny. Obie strony zobowiązywały się do niezawierania porozumień pokojowych bez porozumienia stron. Car zobowiązywał się zmusić Semena Paleja do zwrotu Rzeczypospolitej zajmowanych przez niego ziem na Ukrainie. Rosja wesprzeć miała Augusta II 12-tysięcznym korpusem posiłkowym i 200 000 rubli rocznego subsydium. Ponadto Piotr I obiecał po zakończeniu wojny przekazać Rzeczypospolitej Inflanty (obietnica nie została spełniona).